# Furcifer polleni
Furcifer polleni este o specie de cameleoni din genul Furcifer, familia Chamaeleonidae, descrisă de Peters 1874. A fost clasificată de IUCN ca specie cu risc scăzut. Conform Catalogue of Life specia Furcifer polleni nu are subspecii cunoscute.